# Михайлов, Сергей Алексеевич
Сергей Алексеевич Михайлов (23 июня [10 июля] 1905, Чебоксары — 14 августа 1985, Свердловск) — советский живописец (портретист и пейзажист) и педагог.

## Биография
Родился в 1905 году в семье циркового артиста.
В 1927 году окончил Казанский художественный техникум (ныне — Казанское художественное училище имени Н. И. Фешина). Был учеником Николая Ивановича Фешина и Константина Константиновича Чеботарёва.
С 1929 по 1931 год и с 1933 года жил в Свердловске. В 1937—1940 годах преподавал в Свердловском художественном училище. В 1940-е годы из-за состояния здоровья был вынужден приостановить свою художественную работу. Впоследствии также часто и тяжело болел, что сказывалось на его работоспособности.
Автор камерных лирических пейзажей, портретно-жанровых композиций, а также натюрморта. Писал в жанре социалистического реализма. По отзывам современников, его работы отличились оригинальностью стиля, а ему самому была близка живопись Поля Сезанна и Винсента Ван Гога. Был членом Союза художников СССР.
Произведения Михайлова ныне хранятся в Екатеринбургском музее изобразительных искусств и в частных собраниях.
Скончался 14 августа 1985 года в Свердловске. Похоронен на Ивановском кладбище.